# Doug Supernaw
Doug Supernaw (* 26. September 1960 als Douglas Anderson Supernaw in Houston, Texas; † 13. November 2020) war ein US-amerikanischer Country-Sänger, der zu den Neuen Traditionalisten gezählt wird.

## Anfänge
Dougs Mutter, eine Bergmannstochter, begeisterte sich für Country-Musik, während sein Vater, ein in der Erdölindustrie beschäftigter Wissenschaftler, Klassische Musik bevorzugte. Doug selbst war von Kindheit an ein leidenschaftlicher Sportler. Seine Leistungen als Golfspieler waren so beachtlich, dass er dafür ein College-Stipendium erhielt. Seine zweite Leidenschaft war das Song-Schreiben, mit dem er ebenfalls sehr früh begann.
Er brach sein Studium nach kurzer Zeit ab und schloss sich 1979 einer Band als Leadsänger an. Danach arbeitete er zwei Jahre auf einer Bohrinsel. Von 1984 an besuchte er regelmäßig Nashville, um sich in der Hoffnung auf eine Karriere in der Szene umzuschauen. Einige Male stand er kurz vor einem Schallplattenvertrag oder einer Anstellung in einem Musikverlag. Schließlich zog er sich 1989 endgültig nach Houston zurück, um in seiner Heimat weiterhin anspruchsvolle Country-Musik zu spielen.

## Karriere
1992 erhielt er vom Nashviller BNA Label, das einige seiner Demo-Bänder erhalten hatte, einen Schallplattenvertrag. Noch im gleichen Jahr wurde die Single Honky Tonk Fool produziert und ein Jahr später das Album Red And Rio Grande. Aus dem Album, das ein Jahr später vergoldet wurde, wurden zwei erfolgreiche Singles ausgekoppelt: Reno erreichte 1993 Platz vier der Country-Charts und I Don't Call Him Daddy wurde zu seinem ersten Nummer-1-Hit.
Bevor er seine Karriere fortsetzen konnte, wurde er von einer kuriosen Serie von Unfällen heimgesucht. Zunächst brach er sich beim Surfen einen Halswirbel. Kaum genesen überlebte er mit Glück einen schweren Autounfall. Zu guter Letzt zog er sich eine lebensbedrohliche Lebensmittelvergiftung zu. 1995 wechselte er zum Giant-Label, wo er sich mit der Single Not Enough Hours In The Night auf Platz drei platzieren konnte. Im gleichen Jahr wurde das Album You Still Got Me veröffentlicht.
Supernaw verstarb am 13. November 2020 in einem Hospiz an den Folgen einer Lungen- und Blasenkrebserkrankung, die 2019 diagnostiziert wurde.

## Diskografie

### Alben
| Jahr | Titel                             | Höchstplatzierung, Gesamtwochen, AuszeichnungChartplatzierungen (Jahr, Titel, Platzierungen, Wochen, Auszeichnungen, Anmerkungen) | Höchstplatzierung, Gesamtwochen, AuszeichnungChartplatzierungen (Jahr, Titel, Platzierungen, Wochen, Auszeichnungen, Anmerkungen) | Anmerkungen |
| Jahr | Titel                             | US | Country | Anmerkungen |
| ---- | --------------------------------- | --- | --- | ----------- |
| 1993 | Red and Rio Grande                | US147 Gold · (28 Wo.)US | Country27 (52 Wo.)Country |             |
| 1994 | Deep Thoughts from a Shallow Mind | — | Country48 (8 Wo.)Country |             |
| 1995 | You Still Got Me                  | — | Country42 (14 Wo.)Country |             |

Weitere Alben
- 1999: Fadin’ Renegade

### Kompilationen
- 1997: The Encore Collection
- 2017: Greatest Hits

### Singles
| Jahr | Titel Album                                                           | Höchstplatzierung, Gesamtwochen, AuszeichnungChartsChartplatzierungen (Jahr, Titel, Album, Platzierungen, Wochen, Auszeichnungen, Anmerkungen) | Anmerkungen |
| Jahr | Titel Album                                                           | Country | Anmerkungen |
| ---- | --------------------------------------------------------------------- | --- | ----------- |
| 1993 | Honky Tonkin’ Fool Red and Rio Grande                                 | Country50 (13 Wo.)Country |             |
| 1993 | Reno Red and Rio Grande                                               | Country4 (20 Wo.)Country |             |
| 1993 | I Don’t Call Him Daddy Red and Rio Grande                             | Country1 (20 Wo.)Country |             |
| 1994 | Red and Rio Grande                                                    | Country23 (20 Wo.)Country |             |
| 1994 | State Fair Deep Thoughts from a Shallow Mind                          | Country55 (9 Wo.)Country |             |
| 1994 | You Never Even Called Me By My Name Deep Thoughts from a Shallow Mind | Country60 (7 Wo.)Country |             |
| 1995 | What’ll You Do About Me Deep Thoughts from a Shallow Mind             | Country16 (20 Wo.)Country |             |
| 1995 | Not Enough Hours in the Night You Still Got Me                        | Country3 (21 Wo.)Country |             |
| 1996 | She Never Looks Back You Still Got Me                                 | Country51 (10 Wo.)Country |             |
| 1996 | You Still Got Me                                                      | Country53 (9 Wo.)Country |             |

Weitere Singles
- 1999: Fadin’ Renegade
- 1999: 21–17

### Gastbeiträge
| Jahr | Titel Album                              | Höchstplatzierung, Gesamtwochen, AuszeichnungChartsChartplatzierungen (Jahr, Titel, Album, Platzierungen, Wochen, Auszeichnungen, Anmerkungen) | Anmerkungen          |
| Jahr | Titel Album                              | Country | Anmerkungen          |
| ---- | ---------------------------------------- | --- | -------------------- |
| 1996 | Long Tall Texan Stars and Stripes Vol. 1 | Country69 (1 Wo.)Country | feat. The Beach Boys |